# Nikolay Kozlov
Nikolay Nikolaevich Kozlov (Shcherbinka, 21 de julho de 1972) é um jogador de polo aquático russo, medalhista olímpico.

## Carreira
Nikolay Kozlov fez parte do elenco medalha de prata de Sydney 2000, e bronze em Atenas 2004.